# 巨溫性
巨溫性是一種生物現象，是指大型外温动物相對於小型外温动物而言，能夠更容易地維持體溫。大型外温动物相較於體型較小的外温动物而言，其與外部環境直接接觸的身體部分相較於全身來說所佔比例較小，因此它們吸收外界熱量或體內熱量散失的速度要更慢。有人认为，有些體型较大的恐龙可能是巨温性动物，这使得它们实际上等同於恒温动物。 